# George Robert Zug
George Robert Zug (* 16. November 1938 in Carlisle, Pennsylvania) ist ein US-amerikanischer Herpetologe.

## Leben
Zug wuchs als Einzelkind in der halbländlichen Gemeinde Mount Holly Springs auf, wo er bereits im frühen Alter die örtliche Fauna und Flora beobachtete. Ende der 1950er Jahre lernte er während seines Studiums auf dem Albright College in Reading, Pennsylvania den Zoologen Albert Schwartz kennen, der sein erster wichtiger wissenschaftlicher Mentor wurde. Er nahm ihn mit auf seine Forschungsreisen nach Kuba, wo er ihn in die herpetologische Feldarbeit einführte. 1960 erlangte Zug den Bachelor-Abschluss und 1963 graduierte er zum Master of Science an der University of Florida in Gainesville, wo die Morphologie von Schildkrötenpenissen einen Forschungsschwerpunkt bildete. 1968 promovierte er mit der Dissertation Buoyancy, locomotion, morphology of the pelvic girdle and hindlimb, and systematics of cryptodiran turtles zum Ph.D. an der University of Michigan. 1975 wurde Zug Kurator der herpetologischen Abteilung des National Museum of Natural History, eine Position, die er bis zu seinem Ruhestand im Jahr 2007 innehatte.
Zwischen 1971 und 1972 ging Zug für sechs Monate mit seiner Familie nach Neuguinea. Bei dieser von der Smithsonian Institution geförderten Langzeitstudie erforschte Zug Frösche, Skinke und Geckos der Austro-Papua-Region. In der Folgezeit kamen Forschungsprojekte im Südpazifik hinzu. 1997 folgte Zug einer Einladung von Chris Wemmer zu einem Trainingsworkshop nach Myanmar, wo er die Techniken der burmesischen Nationalparkmitarbeiter kennenlernte. Er nahm an einem herpetologischen Erhebungsprogramm teil, das in Zusammenarbeit mit der California Academy of Sciences entwickelt und von der National Science Foundation finanziell gefördert wurde. An den Ergebnissen dieses Projekts wurden Praktikanten, Forschungsassistenten, Postdoktoranden und andere Berufskollegen der Smithsonian Institution beteiligt.
Zug integrierte Zeitlupenstudien in seine Forschungsarbeit, womit er die Bewegungsabläufe von Schildkröten und Fröschen festhielt. Er wandte die Technik der Skeletochronologie bei den vom Aussterben bedrohten Meeresschildkröten an, da sie für Zug ein zuverlässiges Instrument darstellte, um das Alter und die Geschlechtsreife der langlebigen Meeresreptilien besser bestimmen zu können und aus den daraus gewonnenen Informationen sinnvolle Schutzpläne zu entwickeln.
Zug veröffentlichte über 100 peer-reviewed Publikationen und über 160 weitere wissenschaftliche Papiere, darunter vier wichtige Studien über die Fortbewegung von Fröschen. Für 2016 wurde ihm der Fitch Award zugesprochen.
2024 erschien das Buch Tortoises of the World, das er in Zusammenarbeit mit Devin A. Reese schrieb.

## Dedikationsnamen
1958 benannte Albert Schwartz die in Kuba vorkommende Froschart Eleutherodactylus zugi nach Zug. 1984 ehrte Joseph Patric Ward Zug im Artepitheton der Rio-Grande-Schmuckschildkröte (Pseudemys gorzugi). 2005 benannten Wolfgang Böhme und Thomas Ziegler die Waranart Varanus zugorum nach Zug und seiner Frau Patricia. 2008 wurde die Geckoart Cyrtodactylus zugi nach Zug benannt.